# TransHIS
TransHIS was een elektronisch huisartsinformatiesysteem (HIS) dat werd gebruikt in Nederlandse huisartsenpraktijken. Het ondersteunde huisartsen bij het registreren van medische gegevens, het beheren van patiëntendossiers, het voorschrijven van medicatie, het plannen van afspraken en het uitwisselen van gegevens met andere zorgverleners.
TransHIS onderscheidde zich van andere huisartsinformatiesystemen door de nadruk op het gestructureerd verzamelen van medische gegevens voor wetenschappelijk onderzoek. Hierdoor speelde TransHIS niet alleen een rol in de dagelijkse praktijkvoering, maar leverde het ook een belangrijke bijdrage aan de ontwikkeling van evidence-based huisartsgeneeskunde.

## Geschiedenis
TransHIS werd begin jaren '90 ontwikkeld aan de Universiteit van Amsterdam onder leiding van oud-huisarts en hoogleraar huisartsgeneeskunde prof. dr. Henk Lamberts, in samenwerking met ontwikkelaar dr. Sibo Oskam. De ontwikkeling van TransHIS was gericht op het combineren van praktijkondersteuning met wetenschappelijke dataverzameling. De eerste versie van TransHIS was geschreven in Clipper. Later werd TransHIS volledig herschreven in Delphi in combinatie met MySQL.

### FameNet
Vanaf 2014 sloten meerdere huisartsenpraktijken in de regio Nijmegen zich aan bij het TransHIS-netwerk, in samenwerking met de afdeling Eerstelijnsgeneeskunde van het Radboudumc. Uit deze samenwerking ontstond de Stichting Family Medicine Network (FaMe-Net), een samenwerkingsverband van huisartsenpraktijken gericht op het wetenschappelijk verbeteren van de kwaliteit van de huisartsenzorg. De registratie met TransHIS volgens uniforme en wetenschappelijk onderbouwde richtlijnen vormde daarvoor het fundament. De registratie-inspanningen werden daarmee steeds verder geprofessionaliseerd en uitgebreid.
Vanaf 2016 werd de mogelijkheid toegevoegd om contextfactoren (zoals opleidingsniveau, beroep, misbruik in verleden) vast te leggen in het HIS. Dankzij TransHIS zijn er veel wetenschappelijke publicaties op het gebied van de huisartsgeneeskunde tot stand gekomen (zie ook de https://www.famenet.nl).

## Functionaliteit
TransHIS werd ontwikkeld met het oog op zowel de inhoudelijke en administratieve ondersteuning van de dagelijkse praktijkvoering van huisartsen als het faciliteren van wetenschappelijk onderzoek naar morbiditeit en ziekteverloop. Het systeem onderscheidde zich door zijn gestructureerde en gestandaardiseerde manier van gegevensverzameling. TransHIS was het eerste elektronische systeem dat gebruik maakte van episodegerichte registratie. Ook speelde TransHIS een belangrijke rol bij de invoering van ICPC. TransHIS was het enige HIS waarin de RFE (reason for encounter) bij het consult vastgelegd werd.

Lijst van functionaliteit in TransHIS (onvolledig)
- Elektronisch patiëntendossier (EPD): Centrale opslag van patiëntgegevens, consultverslagen, correspondentie en onderzoeksresultaten.

- ICPC-classificatie: Ingebouwde ondersteuning voor codering volgens de ICPC-standaard, essentieel voor uniforme onderzoeksdata.

- Medicatiebeheer: Registratie van medicatie, voorschrijfondersteuning en interactiewaarschuwingen.

- Rapportages en statistieken: Geavanceerde mogelijkheden om gestructureerde gegevens te extraheren voor onderzoeks- en kwaliteitsdoeleinden.

- Communicatie: Integratie met andere zorgverleners en systemen via standaarden zoals Edifact en later HL7.

## Patiëntenportaal
In een later stadium werd het patiëntenportaal Mijn Huisarts gekoppeld aan TransHIS. Dit portaal bood patiënten de mogelijkheid om online hun medisch dossier in te zien, herhaalrecepten aan te vragen, vragen te stellen via een beveiligde berichtenfunctie, en afspraken te plannen. 